# 홍성 대교리 석조미륵보살입상
홍성 대교리 석조미륵보살입상(禮山 大橋里 石造彌勒菩薩立像)은 충청남도 홍성군 홍성읍 대교리에 있는, 조선시대의 석조 미륵보살 입상이다. 이곳에 있던 고려시대의 절 이름을 따 ‘광경사지 미륵불’이라고도 부른다. 1984년 5월 17일 충청남도의 문화재자료 제160호로 지정되었다.
직사각형의 화강암 석재에 얼굴만 둥글게 다듬고 눈·코·입을 낮게 돋을새김하였다. 주먹코와 두툼한 입술, 길다란 눈 등이 매우 익살스럽다. 신체의 윤곽은 앞면만 선으로 조각했다. 옷은 양 어깨를 감싸고 있으며, 가슴에서 발까지 U자형의 옷주름을 여러 개 표현했다. 오른손은 가슴에 붙이고 왼손은 손바닥이 보이게 든, 시무외인을 하고 있다. 조각수법이 거칠고 비례감이 없는 점으로 보아 조선시대에 민간신앙의 대상으로 만들어진 것으로 추정한다.
전체적으로 암회색의 풍화면을 보이며, 돌 조각이 벗겨지고 떨어져 나가는 현상이 심한 상태이다.

## 사진

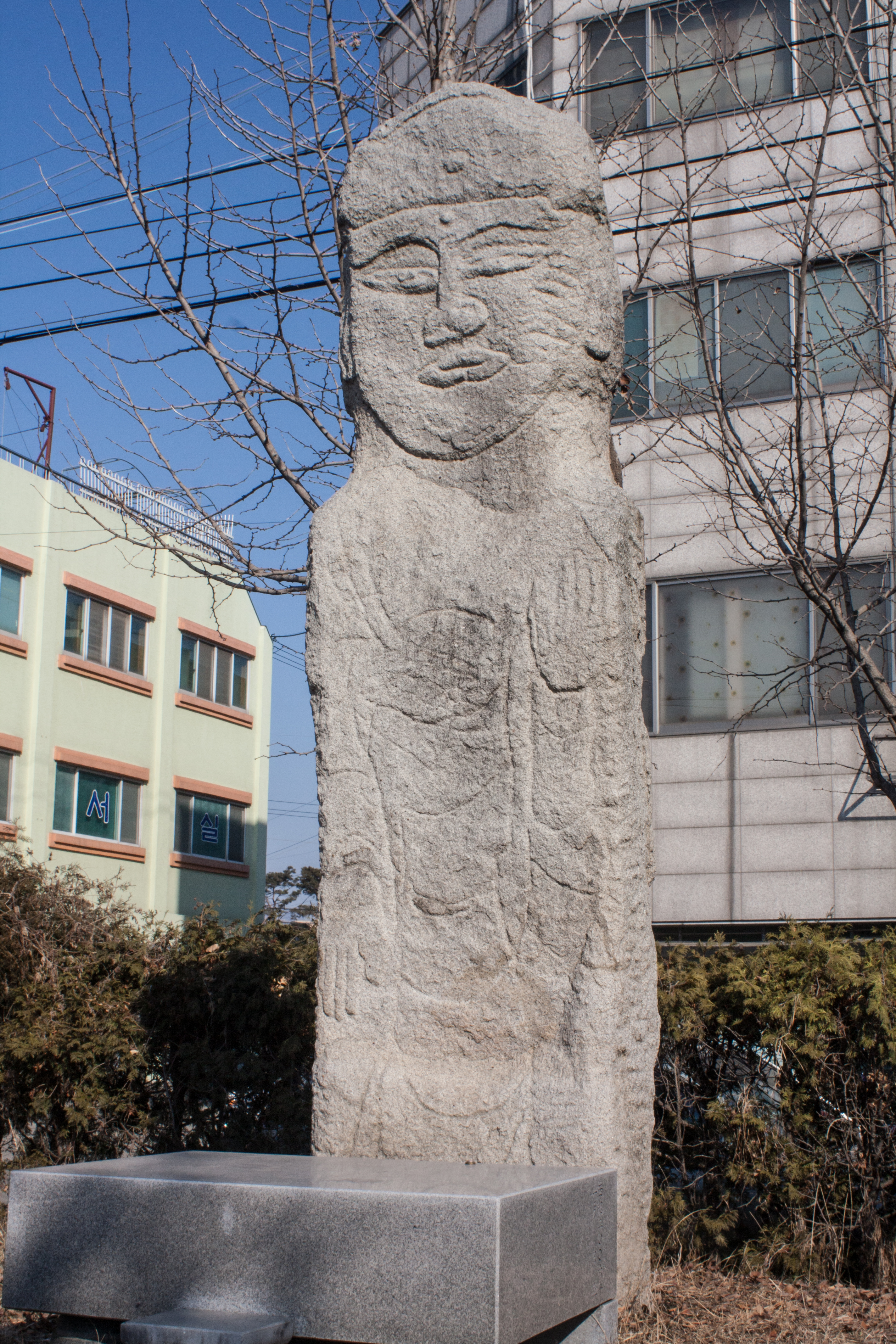
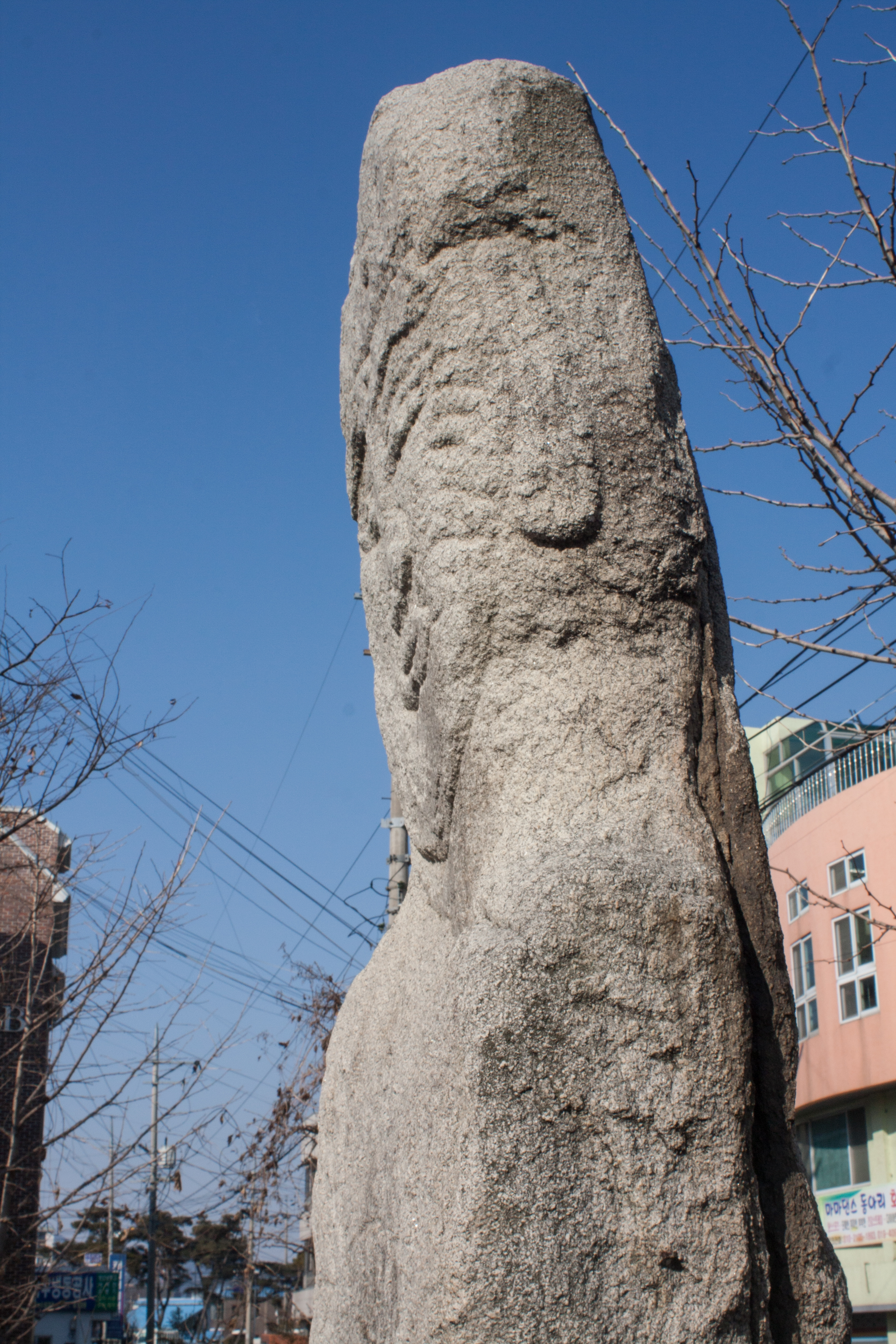
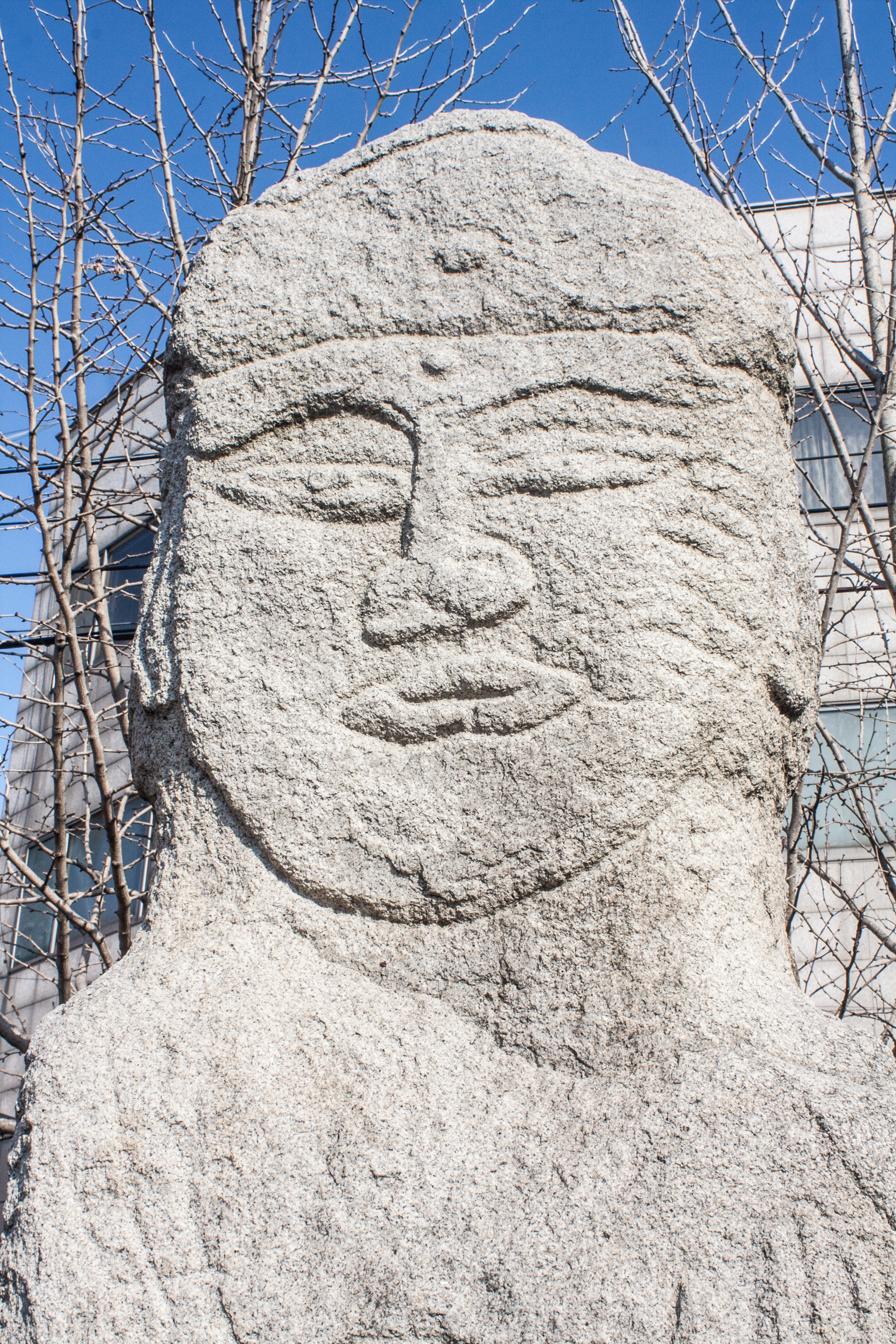
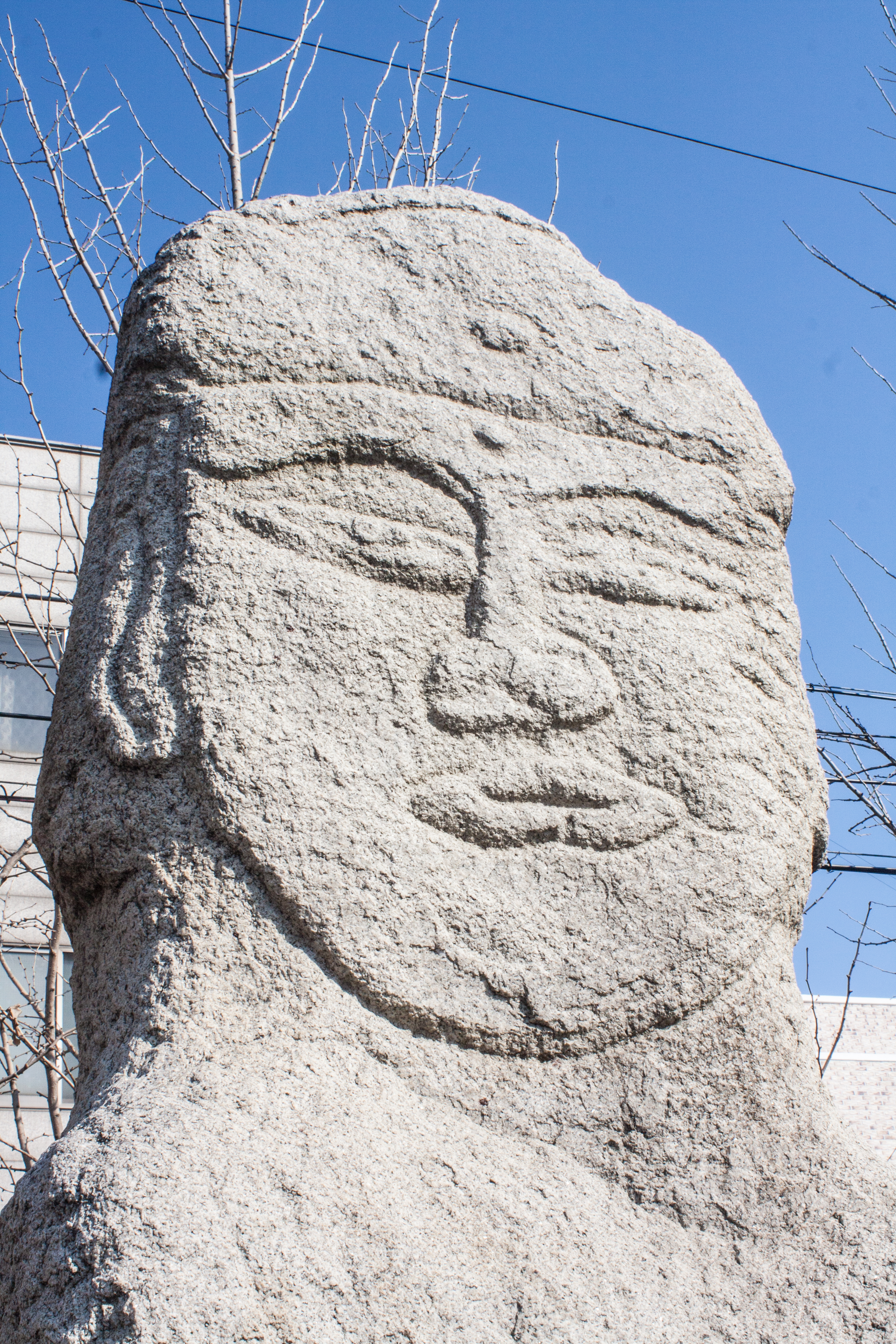

## 개요
충청남도 홍성군 홍성읍 대교리에 있는 불상으로 광경사지 미륵불이라고도 불린다.
머리에는 작은 소라 모양의 머리칼을 붙여 놓았고, 얼굴은 눈·코·입을 낮게 돋을새김하였다. 주먹코와 두툼한 입술, 길다란 눈 등이 매우 익살스러운 표정을 만들고 있다. 신체의 윤곽은 선으로 표현했으며, 앞면에만 조각을 하였다.
양 어깨를 감싼 옷을 걸치고 있으며, 가슴에서 발까지 U자형의 옷주름을 새겼다. 오른손은 가슴에 붙이고 왼손은 손바닥이 보이게 들고 있다.
조각수법이 거칠고 비례감각이 없는 점으로 보아 조선시대에 민간신앙의 대상으로 만들어진 듯하다.

## 참고 문헌
- 홍성 대교리 석조미륵보살입상 - 국가유산청 국가유산포털